# Левей, Сильвестр
Сильвестр Левей (венг. Lévay Szilveszter, серб. Силвестер Левај, Silvester Levaj; род. 16 мая 1945) — венгерский композитор.
Сильвестр Левей рано начал музыкальное образование. По приезде в Мюнхен в 1972 году он познакомился с Михаэлем Кунце, с которым они создали много успешных театральных постановок. С 1980 по 2000 год жил в Голливуде, где писал музыку для фильмов. Сейчас он делит своё время между домами в Мюнхене, Вене и Лос-Анджелесе. Женат уже 25 лет, у них с женой Моникой есть дочь Эллис и сын Сильвестр-младший.

## Биография
Венгр по рождению. Начал музыкальное образование в 8 лет, в 15 выиграл свой первый конкурс композиторов. С 1962 по 1972 год работал с различными оркестрами по всей Европе; после был пианистом, аранжировщиком, композитором и дирижёром в Мюнхене и писал для Удо Юргенса, Кати Эпштайн, Пенни Маклин и многих других. В это время познакомился с Михаэлем Кунце. Они вместе создали мировые хиты Fly, Robin, Fly, Get Up and Buggy (Silver Convention) и Lady Bump. За Fly, Robin, Fly получил «Грэмми». С 1977 по 1980 писал песни для Элтона Джона, Донны Саммер, Herbie Man и Sister Stadge. Он сам дирижировал и оркестрировал все свои работы. Играет на разных инструментах: пианино, саксофоне, кларнете, органе.
Следующие 20 лет Сильвестр Левей жил в Голливуде и сосредоточился на написании музыки к фильмам. Он работал с Майклом Дугласом, Чарли Шином, Джорджем Лукасом, Сильвестром Сталлоне, Вупи Голдберг, Питером О’Тулом и Стивеном Спилбергом. Написал музыку к более чем 100 американским художественным и телевизионным фильмам. Он был избран в National Academy of Recording Arts and Sciences и Academy of Television Arts and Sciences, преподавал в университетах UCLA и USC. Писал музыку для немецких телефильмов.
Вместе с Михаэлем Кунце с 1990 года развивает новый жанр — драма-мюзикл. В 1991 году был поставлен с большим успехом мюзикл «Ведьмы, ведьмы», в 1992 году — «Элизабет», в 1999 — «Моцарт!», дальше — «Ребекка» и «Мария-Антуанетта».

## Избранная фильмография
- 1984—1986: Воздушный волк (сериал)
- 1986: Кобра
- 1986: Вторжение с Марса
- 1987: Грабитель
- 1988: Нечто из другого мира
- 1990: Гора мужества
- 1990: Морские котики
- 1991: Горячие головы
- 1991: Невозмутимый (англ. Stone Cold
- 1991: Ошибочный арест
- 1993: Я могу заставить тебя полюбить меня (телефильм)
- 1993: Байки из склепа (сериал)
- 1998—2006: Альпийский патруль (сериал)

## Театр и эстрада
- 1975: Fly, Robin, Fly (песня № 1 в чартах США)
- 1990: Ведьмы, ведьмы — автор слов Михаэль Кунце
- 1992: Элизабет (мюзикл) — автор слов Михаэль Кунце
- 1999: Моцарт! (мюзикл) — автор слов Михаэль Кунце
- 2006: Ребекка (мюзикл) — автор слов Михаэль Кунце
- 2006: Мария-Антуанетта (мюзикл) — автор слов Михаэль Кунце
- 2014: Леди Бэсс (мюзикл) — автор слов Михаэль Кунце
- 2016: Королевский герб (мюзикл) — автор слов Коичи Огита
- 2023: Бетховен (мюзикл) — автор слов Михаэль Кунце

## Награды
- 1975: «Грэмми» за песню Fly, Robin, Fly, на слова Михаэля Кунце
- 2002: Goldene Stimmgabel
- 2002: Goldene Europa
- 2006: Ehrenmedaille Wien